# Maple River (North Dakota–South Dakota)
Maple River er et vandløb i de amerikanske delstater North Dakota og South Dakota.
Maple River blev opkaldt efter ahorntræerne langs floden.